# 峰守ひろかず
峰守 ひろかず（みねもり ひろかず、1981年1月19日 - ）は、日本の小説家（ライトノベル作家）。滋賀県高島市在住。
学生時代から人形劇の脚本を執筆していた。第14回電撃小説大賞に投稿した『放課後百物語』（刊行時に『ほうかご百物語』へ改題）で大賞を受賞し、同作品でデビュー。

## 作品一覧
角川文庫
- 小泉八雲先生の「怪談」蒐集記（2024年12月 - 、既刊1巻）

電撃文庫
- ほうかご百物語（2008年2月 - 2011年1月、全10巻）
- 俺ミーツリトルデビル!（2011年6月 - 2012年3月、全3巻）
- 選ばれすぎしもの!（2012年7月 - 2013年3月、全3巻）
- ビブリア古書堂の事件手帖スピンオフ こぐちさんと僕のビブリアファイト部活動日誌（2017年3月 - 2018年10月、全2巻、原作・監修：三上延）

メディアワークス文庫
- 絶対城先輩の妖怪学講座（2013年4月 - 2019年12月、全12巻）
- お世話になっております。陰陽課です（2015年11月 - 2017年9月、全4巻）
- 帝都フォークロア・コレクターズ（2018年2月、全1巻）
- 妖怪解析官・神代宇路子の追跡 人魚は嘘を云うものだ（2019年3月、全1巻）
- 学芸員・西紋寺唱真の呪術蒐集録（2020年8月 - 2021年3月、全2巻）
- 妖怪大戦争 ガーディアンズ 外伝 平安百鬼譚（2021年6月、全1巻）
- 最後の陰陽師とその妻（2024年11月、既刊1巻）

ノベルゼロ
- S20/戦後トウキョウ退魔録（2016年2月 - 6月、全2巻、伊藤ヒロとの共著）

富士見L文庫
- 六道先生の原稿は順調に遅れています（2017年7月 - 2018年7月、全3巻）
- STAiRs, be STAR! 怪談アイドルはじめます。（2019年5月、全1巻）
- うぐいす浄土逗留記（2020年12月、全1巻）

メゾン文庫
- 新宿もののけ図書館利用案内（2019年4月 - 2020年2月、全2巻）

ポプラ文庫ピュアフル
- 金沢古妖具屋くらがり堂（2020年2月 - 2022年7月、全4巻）
- 今昔ばけもの奇譚（2022年3月 - 、既刊2巻）
- 少年泉鏡花の明治奇談録（2023年8月 - 、既刊2巻）
- 拝み屋の遠国怪奇稿（2025年1月 - 、既刊1巻）

ポプラキミノベル
- ゲゲゲの鬼太郎（2022年8月 - 2023年10月、全5巻）